# Zé Carlos (calciatore 1998)
Zé Carlos, pseudonimo di José Carlos Teixeira Lopes Reis Gonçalves (Lousada, 31 luglio 1998), è un calciatore portoghese, difensore del Gil Vicente.

## Caratteristiche tecniche
È un terzino destro.

## Carriera
Cresciuto nel settore giovanile del Leixões, inizia la sua carriera con la maglia del Leça nel Campeonato de Portugal; tornato al club biancorosso nel gennaio 2020, vi rimane solo sei mesi prima di venire acquistato dal Braga a titolo definitivo. Il 28 dicembre fa il suo esordio in Primeira Liga, giocando il match vinto 4-1 contro il Boavista.

## Statistiche
Statistiche aggiornate al 25 febbraio 2021.

### Presenze e reti nei club
| Stagione        | Squadra         | Campionato      | Campionato | Campionato | Coppe nazionali | Coppe nazionali | Coppe nazionali | Coppe continentali | Coppe continentali | Coppe continentali | Altre coppe | Altre coppe | Altre coppe | Totale | Totale | Totale |
| Stagione        | Squadra         | Comp            | Pres       | Reti       | Comp            | Pres            | Reti            | Comp               | Pres               | Reti               | Comp        | Pres        | Reti        | Pres   | Reti   |        |
| --------------- | --------------- | --------------- | ---------- | ---------- | --------------- | --------------- | --------------- | ------------------ | ------------------ | ------------------ | ----------- | ----------- | ----------- | ------ | ------ | ------ |
| 2018-2019       | Leça            | CdP             | 32         | 4          | CP              | 0               | 0               |                    | -                  | -                  |             | -           | -           | 32     | 4      |        |
| 2019-gen. 2020  | Leça            | CdP             | 19         | 0          | CP              | 0               | 0               |                    | -                  | -                  |             | -           | -           | 19     | 0      |        |
| 2019-2020       | Leixões         | LdH             | 5          | 0          | CP+CdL          | 0               | 0               |                    | -                  | -                  |             | -           | -           | 5      | 0      |        |
| 2020-2021       | Braga           | PL              | 2          | 0          | CP+CdL          | 2+0             | 0               | UEL                | 3                  | 0                  |             | -           | -           | 7      | 0      |        |
| Totale carriera | Totale carriera | Totale carriera | 58         | 4          |                 | 2               | 0               |                    | 3                  | 0                  |             | -           | -           | 63     | 4      |        |

## Palmarès

### Club

#### Competizioni nazionali
- Coppa del Portogallo: 1

Braga: 2020-2021